# David E. Twiggs
Pour les articles homonymes, voir Twiggs.
David Emanuel Twiggs (1790 – 15 juillet 1862) fut un soldat de l'US Army pendant la guerre de 1812, général lors de la guerre américano-mexicaine et enfin dans l'Armée des États confédérés lors de la guerre de Sécession.